# Vincent Lapierre
Pour les articles homonymes, voir Lapierre.
Vincent Lapierre, né en 4 décembre 1984 à Saint-Martin-d'Hères,, est un reporter français d'extrême droite.   
Après avoir travaillé pour l'association Égalité et Réconciliation d'Alain Soral de 2016 à 2018, il cesse sa collaboration avec elle pour créer le site Le Média pour tous, dont il est le rédacteur en chef. Il est également proche des milieux conspirationnistes.   

## Biographie

### Formation
Vincent Lapierre étudie l'économie à l'université Grenoble-Alpes. Il soutient en 2013 une thèse sur l'accès à la santé dans le cadre de la pauvreté en Colombie et au Venezuela,,.

### Début de carrière
Fin 2012, il commence à se rapprocher de l'association d'extrême droite Égalité et Réconciliation, organisation politique fondée par Alain Soral.
À partir de 2015, il décide de collaborer avec Égalité et Réconciliation, pour qui il travaille pendant trois ans. Avec son équipe, il réalise des reportages sur le terrain, en format micro-trottoir sur divers sujets. Il quitte l'association en juillet 2018. Également proche de Dieudonné, il reçoit de sa part trois « Quenelles d'or » entre 2016 et 2018.

### Le Média pour tous
À partir de juillet 2018, Vincent Lapierre cofonde avec son équipe Le Média pour tous. D'après le journaliste Paul Conge, malgré son départ d'Égalité et Réconciliation, « Lapierre change de crémerie mais pas de disque » : Le Média pour tous se présente comme un « média du peuple », alternatif à la « police de la pensée » et compte parmi ses cibles favorites les militants antifascistes ainsi que la Ligue de défense juive. En juin 2021, Vincent Lapierre affirme pourtant à Libération qu'il « n’y a aujourd’hui plus aucun lien, ni humain ni idéologique, entre notre média et E&R que nous considérons d’ailleurs — et nous connaissons bien le sujet pour l’avoir vu de très près — comme ce qui se fait de pire sur le Web ».
Ses positions, identifiées comme d'extrême droite, valent à Vincent Lapierre et son équipe de parfois recevoir un mauvais accueil lors de manifestations qu'ils couvrent et de finir par en être expulsés,. La création de ce média lui vaut également l'inimitié d'Alain Soral, qui y voit une dérive « sioniste » de Lapierre et un passage à du « journalisme non-militant ».
En juin 2021, Libération qualifie également Le Média pour tous de « toujours très hostile envers Emmanuel Macron et son gouvernement », d'« europhobe » avec « un discours typique du conspirationnisme ». Interrogé par la même occasion par le journal, Vincent Lapierre nie être d'extrême droite et affirme être proche « d’un certain souverainisme : de gauche sur les questions économiques et sociales et plutôt conservateur ou progressisto-critique sur certaines questions sociétales ».
Selon Conspiracy Watch, « on peine à trouver un thème sur lequel Vincent Lapierre se démarque franchement des obsessions soraliennes avant le 23 mai 2020, date à laquelle il met en ligne sur YouTube une vidéo d’une heure trente qui se propose de réfuter les analyses complotistes d’Alain Soral sur la pandémie de coronavirus ». En octobre 2018, il rend hommage au négationniste Robert Faurisson. Toujours pour Conspiracy Watch, « Vincent Lapierre est un vidéaste évoluant dans la mouvance conspirationniste dite de la « Dissidence » ».

### Couverture des Gilets jaunes
En novembre 2018, il couvre le mouvement des Gilets jaunes, qu'il soutient ouvertement. Présent dès le premier acte, il déambule au milieu du cortège et donne la parole aux manifestants. Suivant plus d'une vingtaine de rassemblements, il devient apprécié et reconnu par certains manifestants. Éric Drouet, figure iconique du mouvement, en fera l'un de ses médias de prédilection avec Brut. Le 2 février 2019, lors d'une manifestation à Toulouse, il est agressé physiquement par des individus qu'il désigne comme « black blocs ».

## Ouvrages et publications
- Hugo Chávez : anthologie des discours, Saint-Denis, Éditions Kontre Kulture, coll. « Collection dirigée par Alain Soral », 2016, 532 p. (ISBN 978-2-36725-094-6)
- Hugo Chávez : la patrie au cœur : biographie, Saint-Denis, Éditions Kontre Kulture, coll. « Collection dirigée par Alain Soral », 2016, 443 p. (ISBN 978-2-36725-093-9)
- Hugo Chávez : biographie et discours (préf. Jean Lassalle), Paris, Éditions Jeanne, 2019, 1 008 p. (ISBN 978-2-491643-00-3)